# Referendo constitucional no Haiti em 1964
O referendo de 1964 no Haiti foi realizado em 14 de junho de 1964, juntamente com as eleições gerais. A nova constituição nomeou o presidente François Duvalier como presidente vitalício, com poder absoluto e o direito de nomear seu sucessor. Também mudou a bandeira do país de azul e vermelho para preto e vermelho, com o preto simbolizando os laços do país com a África.

## Resultados
O referendo foi manipulado, com quase todas as cédulas já marcadas com a opção sim, e também não houve limite de quantas vezes cada pessoa poderia votar. 2,8 milhões de pessoas votaram a favor da proposta e apenas 3.234 contra. A Assembleia Nacional aprovou a votação em 21 de junho, e Duvalier foi empossado como presidente vitalício do Haiti no dia seguinte.
| Resposta | % de votos |
| -------- | ---------- |
| Sim      | 99.9%      |
| Não      | 0.1%       |